# Platypalpus fuscipennis
Platypalpus fuscipennis är en tvåvingeart som beskrevs av Macquart 1835. Platypalpus fuscipennis ingår i släktet Platypalpus och familjen puckeldansflugor. Inga underarter finns listade i Catalogue of Life.